# 守護 (湖南永州江永紀檢歌曲)
《守護》是一首歌曲，發佈於2020年2月。由湖南省作家协会会员、永州江永县纪委监委干部宋飞云作词，音乐人周永全作曲，周永全、周唯共同演唱。歌曲歌頌在COVID-19疫情中身處一線的醫護工作者。歌曲配有MV。